# 橡子

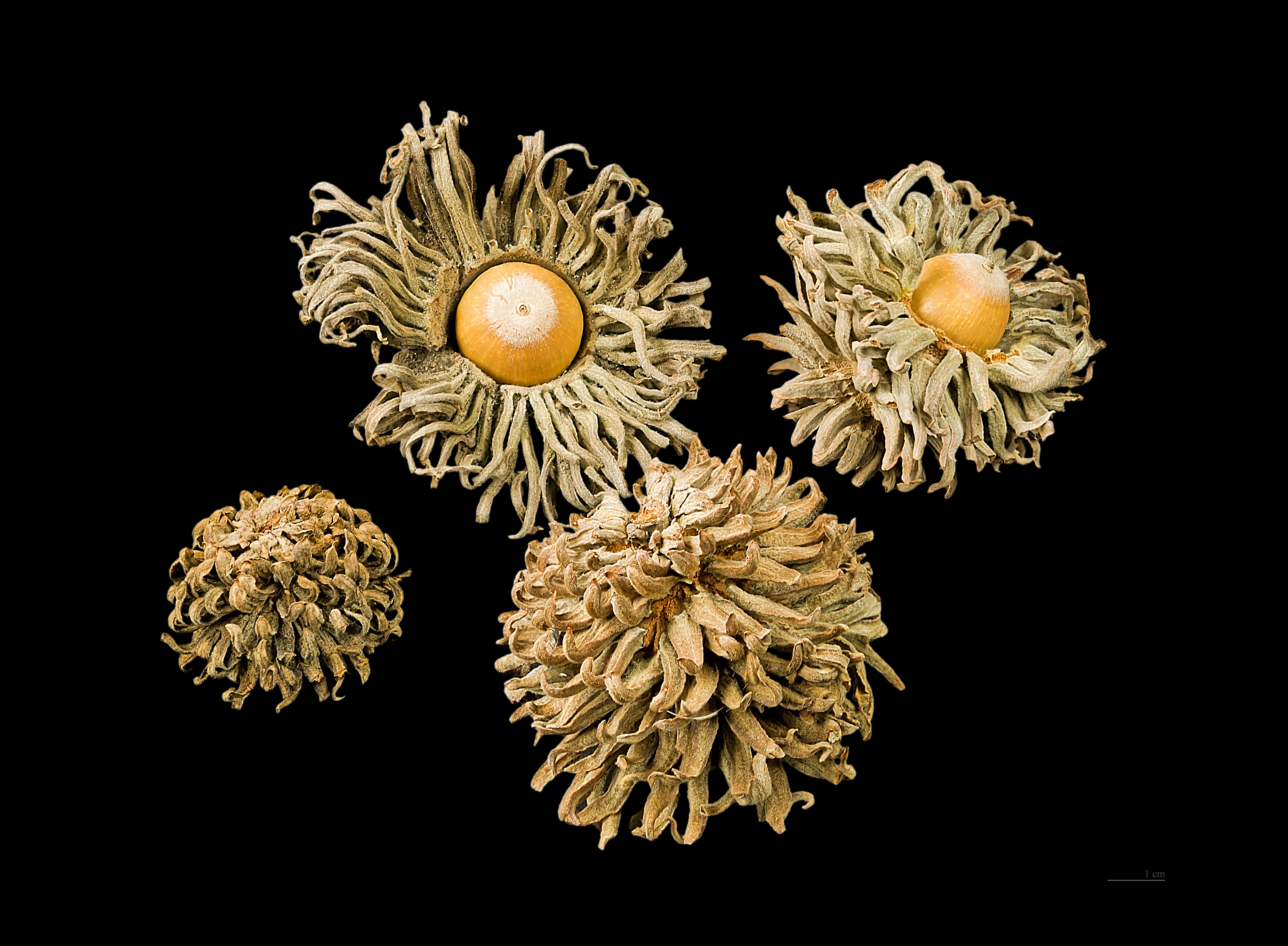
Quercus_ithaburensis_ssp.macrolepis

橡實，又稱橡子，廣義為山毛櫸科櫟屬的橡、櫟、槲等果實（而不是種籽）的總稱，狹義指櫟樹的果實，富含澱粉。

## 分布
山毛櫸科植物是亞熱帶和溫帶森林的主要構成樹種。其中橡樹是亞熱帶常綠闊葉林的主要構成樹種。其果實中的子葉富含大量的澱粉，加上果實產量很大，因此是鹿、鼠、松鼠等哺乳動物以及松鴨等鳥類秋冬季節重要的食品來源。橡子的產量多少，常常對這些動物的過冬冬眠產生極大的影響。

## 山毛櫸科植物種子的傳播
橡子作為一種種子，本身不具有特殊的傳播器官（不像蒲公英、槭樹等種子具有絨毛或者翅）。因此以前重力傳播被認為是其主要的傳播方式，其圓形外表也被認為可以更容易地在地面翻滾。但是現在認為，上述動物對於橡子的食用對其傳播起到了重要的作用。
鼠和松鼠等囓齒目動物，常常將吃剩橡子儲存在地下作為過冬的食物，並去除其苦味。這些儲存的橡子大部分被動物過冬時消耗。不過，在春天到来時，往往還有部分剩餘未吃完的橡子，在與它們被儲存且在母體相隔甚遠的其他地方生根發芽。
同時，橡子對於乾燥的耐受力很弱，掉落到地上的橡子往往由於失去水分而喪失發芽的能力。因此鼠類等動物的儲存也被視為具有因保持乾燥，讓橡子延後發芽能力的重要作用。

## 食用性
某些新鲜橡子，比如北美红橡的果實，由於富含單寧酸，嚐起来非常苦澀，無法直接食用。但是經過適當處理，比如曝曬、沖洗以及煮熟，橡子除去苦澀後，是可以入口的味道。部分地區採用草木灰混入沸水，來中和新鮮橡子内的單寧酸。但白櫟等樹結出的橡子的苦味相對沒那麼苦澀。